# Oscar Malbernat
Oscar Malbernat (La Plata, 2 febbraio 1944 – La Plata, 9 agosto 2019) è stato un allenatore di calcio e calciatore argentino, di ruolo difensore.
Con la maglia dell'Estudiantes ha vinto un campionato argentino (1967), tre Libertadores consecutive (1968, 1969 e 1970), una Intercontinentale (1968) contro il Manchester Utd e una Interamericana (1968) contro il Toluca. Nel 1972 veste la divisa del Boca Juniors, poi gioca col Racing Club. In seguito ha giocato anche in Colombia ed Ecuador. Tra il 1966 e il 1970 è convocato dalla Nazionale argentina per 14 incontri internazionali. Negli anni ottanta diviene un allenatore.

## Palmarès

### Club

#### Competizioni nazionali
- Campionato argentino: 1

Estudiantes: Metropolitano 1967

#### Competizioni internazionali
- Coppa Libertadores: 3

Estudiantes: 1968, 1969, 1970
- Coppa Intercontinentale: 1

Estudiantes: 1968
- Coppa Interamericana: 1

Estudiantes: 1968